# Parti Readjuster
Le parti Readjuster est une coalition politique multi-ethnique formée en Virginie à la fin des années 1870, au cours de la période de turbulences issue de la période de Reconstruction. Le parti Readjusters aspirait « à briser le pouvoir de la richesse et des privilèges établis » au sein de l'élite des planteurs blancs, ainsi que promouvoir l'éducation publique. Son programme a eu un assentiment à la fois chez les blancs et les Afro-Américains.
Le parti était dirigé par l'avocat Harrison H. Riddleberger de Woodstock, et William Mahone, un ancien général Confédéré, qui a été président de plusieurs sociétés de chemins de fer. Mahone a eu une influence majeure dans la politique de Virginie entre 1870 et 1883.
Le parti Readjuster a non seulement résorbé la dette du Commonwealth, mais a aussi massivement investi dans les écoles, en particulier pour les Afro-Américains, et nommé des Afro-Américains comme enseignants dans ces écoles. Il a aboli l'impôt de capitation et la punition du poteau de flagellation. En raison de l'élargissement du droit de vote, Danville a élu un conseil municipal en majorité noire.

## L'histoire
Immédiatement après l'adoption d'une nouvelle constitution pour l'État de Virginie et sa réintégration dans les États-Unis en 1870, la première législature de l'État (dont la majorité des membres n'avaient jamais occupé des fonctions politiques avant) adopta la première Loi de Financement de 1871.